# Blackburnegambiet
Het Blackburnegambiet, ook bekend als het Blackburne-Kloosterboergambiet is een variant in de schaakopening Scandinavisch en heeft de volgende beginzetten: 1.e4 d5 2.exd5 c6. Het gambiet is vernoemd naar Joseph Blackburne en G.W. Kloosterboer.